# Josef Žampach
Josef Žampach (2. února 1868 Lidéřovice – 29. listopadu 1942 Lidéřovice) byl rakouský politik české národnosti z Moravy, poslanec Moravského zemského sněmu a organizátor hasičských sborů na jižní Moravě.

## Biografie
Narodil se v rodině lidéřovického čtvrtníka (vlastníka čtvrtlánu) Jiřího Žampacha a manželky, rozené Zahradníkové. Vychodil obecnou školu v rodných Lidéřovicích, následně se věnoval správě svého hospodářství. Od roku 1895 působil jako obecní starosta v Lidéřovicích. V této funkci se připomíná i roku 1906. Od roku 1899 do roku 1905 zastával funkci pokladníka rolnické mlékárny ve Znorovách. Byl rovněž předsedou záložny, přísedícím kontribučenské záložny a místopředsedou starostenského sboru.
Zapojil se i do vysoké politiky. V zemských volbách roku 1906 byl zvolen na Moravský zemský sněm, kde zastupoval kurii venkovských obcí, český obvod Uherský Ostroh, Strážnice. Mandát zde obhájil v zemských volbách roku 1913. Roku 1906 se uváděl jako katolicko národní kandidát (Katolická strana národní na Moravě). Na sněmu byl listopadu 1906 zvolen za člena odboru pro obecní záležitosti, v březnu 1907 i za člena odboru pro vodní cesty. Do obou odborů byl opětovně sněmem zvolen v září 1907 a v září 1910 a stejné funkce zastával i v letech 1911–1912. Po volbách byl v červenci 1913 zvolen do odboru pro obecní záležitosti a do komunikačního odboru.